# Готт, Уильям
Уильям Готт (англ. William Gott; 13 августа 1897, Скарборо, Норт-Йоркшир — 7 августа 1942, Каир) — старший офицер вооружённых сил Великобритании, сражавшийся как в Первой, так и во Второй мировой войне, имел звание лейтенант-генерала во время службы в 8-й армии. В августе 1942 года был назначен преемником генерала Клода Окинлека на посту командующего 8-й армией. На пути следования к расположению армии его самолёт был сбит. В результате гибели Уильяма Готта командующим 8-й армией был назначен лейтенант-генерал Бернард Монтгомери. Уильям Готт был награждён орденом Бани, орденом Британской империи, орденом «За выдающиеся заслуги» и Военным крестом.

## Биография

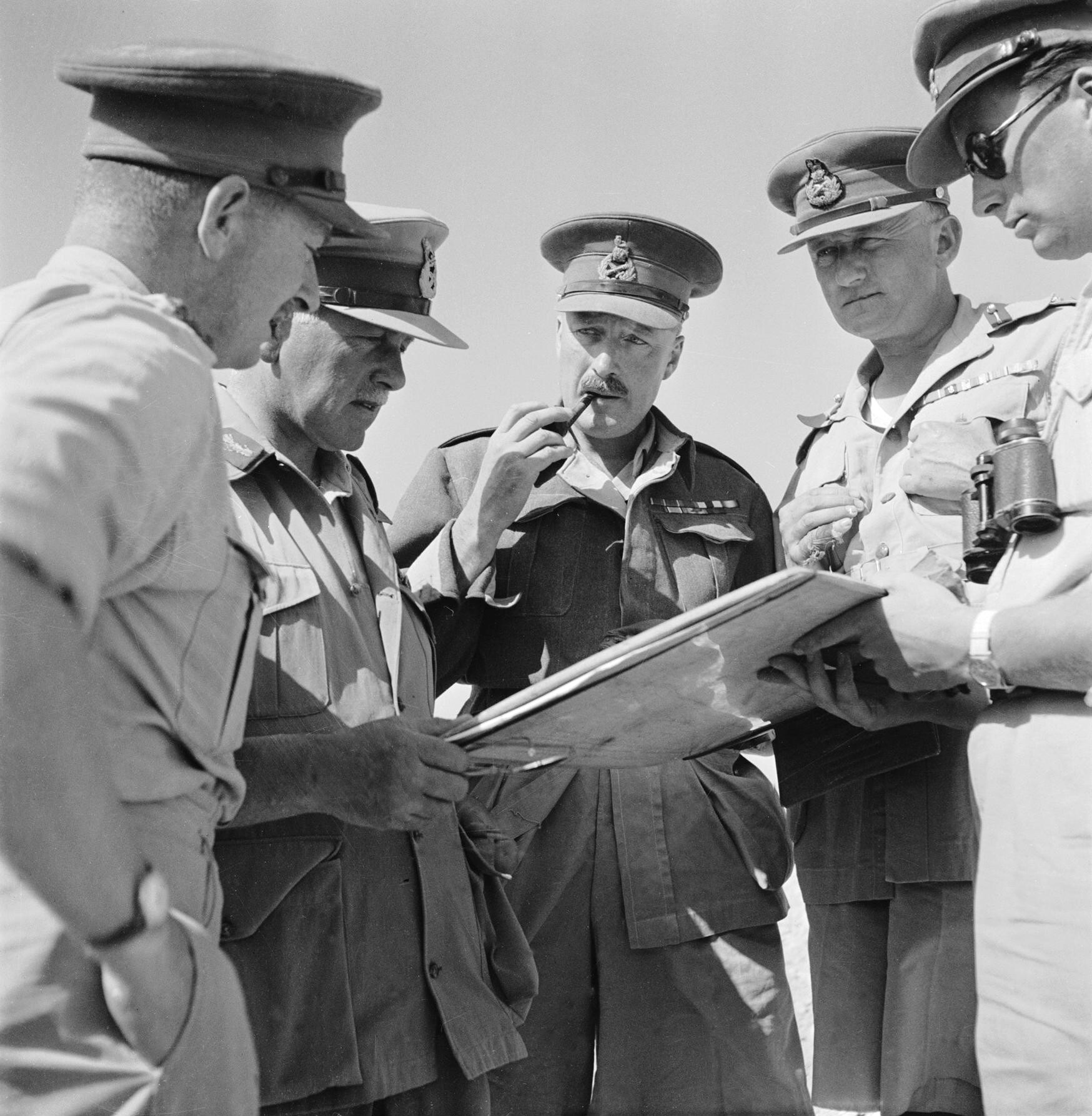
Уильям Готт (второй справа) на брифинге под руководством лейтенант-генерала Нила Ричи (в центре)

Получил образование в школе Харроу. В 1915 году ему было присвоено звание второго лейтенанта Королевского стрелкового корпуса и он проходил службу в Британских экспедиционных силах во Франции во время Первой мировой войны. Его позывной в радиоэфире «Штрафер» основывается на немецком военном лозунге «Gott Strafe England» (Господь, накажи Англию). В январе 1921 года повышен до звания капитана. С января 1931 года стал проходить обучение в Штабном колледже в Кемберли. В июле 1934 года получил звание майора, а в январе получил звание бревет-майора. В межвоенный период получил должность адъютанта территориального батальона и посещал Британскую Индию в качестве штабного офицера и заместителя помощника квартирмейстера.
В октябре 1938 года получил звание лейтенант-полковника, стал командовать 1-м батальоном Королевского стрелкового корпуса при переводе из Британской Бирмы в Египет, где присоединился к мобильной дивизии (позже ставшей 7-й танковой дивизией «Крысы пустыни»). Уильям Готт занимал несколько должностей в дивизии: начальник штаба (офицер генерального штаба I ранга, подполковник), коммандер группы поддержки в звании исполняющего обязанности бригадного генерала.
Находясь под командованием Уильяма Готта, подразделение 7-й танковой дивизии хорошо себя зарекомендовало после начала кампании: начиная со стычек на границе с июня 1940 года и проведения запланированного вывода войск в сентябре во время итальянского вторжения в Египет, затем во время Ливийской операции в декабре, а в феврале следующего года была захвачена Киренаика и разбита 10-я итальянская армия.
После прибытия немецкого Африканского корпуса под командованием Эрвина Роммеля началась операция «Зонненблюме» силами стран «оси», а 7-я танковая дивизия, перегруппировавшись в Дельте Нила, старалась стабилизировать линию фронта и сохранить отступающие силы, что было достигнуто на ливийско-египетской границе. В мае 1941 года Уильям Готт был назначен командующим сводными силами для планирования и проведения амбициозной операции «Brevity», в ходе которой удалось повторно захватить Халфайский перевал, но не удалось достигнуть более масштабных целей. Последующая крупномасштабная операция «Боевой топор», в которой также принимала участие его подразделение, также потерпела неудачу и привела к реорганизации командования в Западной пустыне, что привело к повышению Уильями Готта до командования 7-й танковой дивизией.
Во время следующего крупного наступления британской армии (операции «Крестоносец») в ноябре 1941 года 7-я танковая дивизия понесла серьёзные потери от немецкого Африканского корпуса в битве при Сиди-Резеге, но не отступила с поле боя и внесла свой вклад в окончательную победу британской 8-й армии.
В октябре 1941 года ему было присвоено звание полковника, а в начале 1942 года получил звание исполняющего обязанности генерал-лейтенанта и командовал XIII корпусом.
Во время битвы при Газале в 8-й армии произошёл серьёзных разлад, так как в XIII корпусе Уильям Готт не смог наладить взаимодействие с Дэном Пиенааром, командиром 1-й южноафриканской дивизии, и их отношения серьёзно ухудшились. Из действий XIII корпуса в бою была отмечена стойкость 150-й бригады и прорыв 50-й дивизии, в то время как провалом стала потеря Тобрука с защищавшим его гарнизоном во время отступления в Египет. XIII корпус занял оборонительные позиции и сыграл важную роль в Первом сражении при Эль-Аламейне.

## Гибель

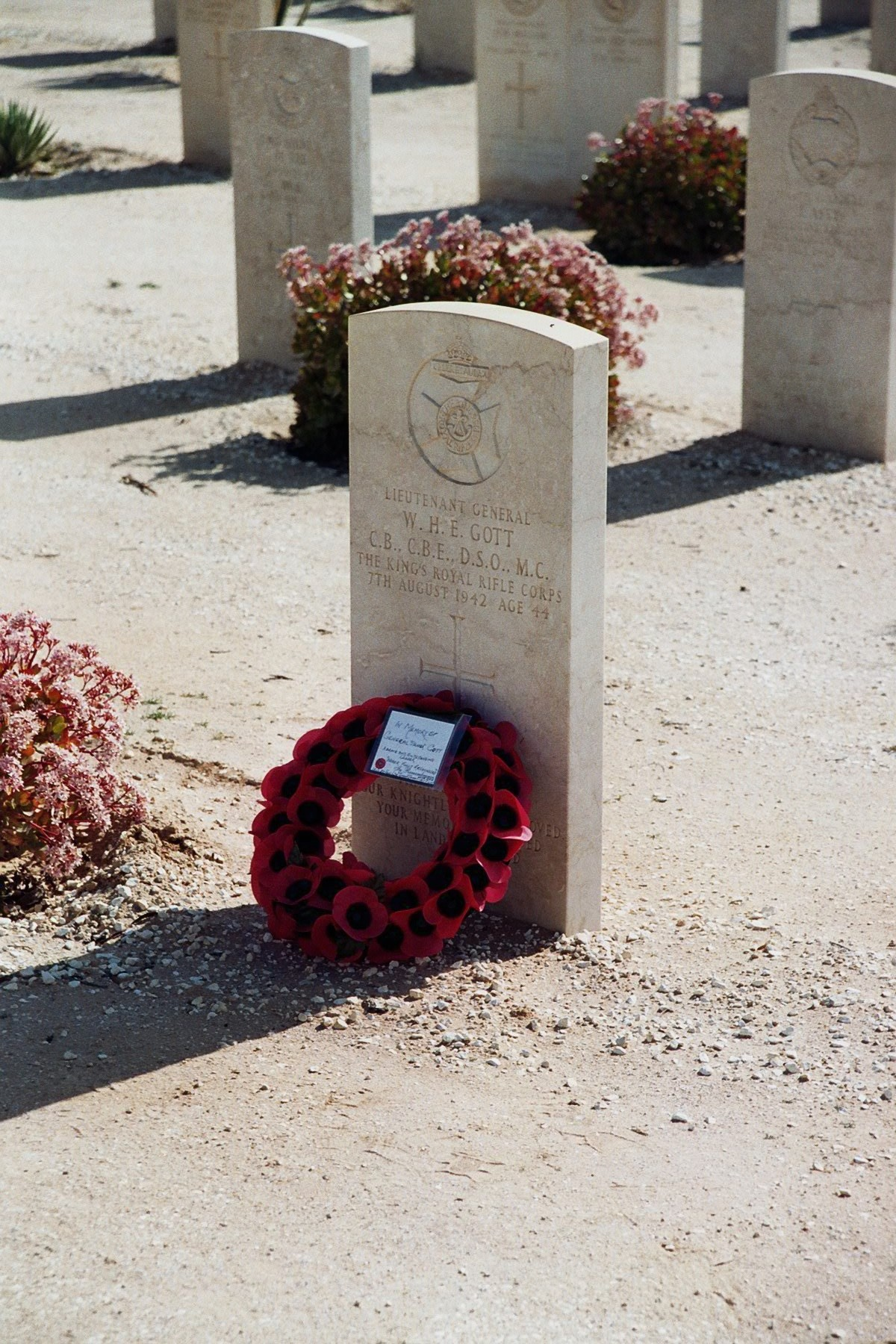
Могила Уильяма Готта на кладбище Эль-Аламейна

В августе 1942 года премьер-министр Великобритании Уинстон Черчилль сместил генерала Клода Окинлека с должности главнокомандующего на Ближнем Востоке и исполняющего обязанности командующего 8-й армией. Агрессивный, несколько порывистый характер Уильяма Готта понравился Уинстону Черчиллю, также его настоятельно рекомендовал Энтони Иден, который служил с Готтом во время Первой мировой войны. В итоге Уильям Готт был назначен командующим 8-й армией несмотря на протест Клода Окинлека и генерала Алана Брука, начальника Генерального штаба. Алан Брук очень хорошо знал Уильяма Готта и высоко ценил его способности. Однако ряд факторов, в том числе личная беседа с Готтом (во время которой тот сказал, что «… испробовал большинство своих идей на немцах …») привели Алана Брука к выводу, что «им нужен кто-то с новыми идеями и большим доверием к ним» и что Уильям Готт устал и временно потерял мотивацию, находясь в пустыне с начала войны. Он также считал, что Уильяму Готту нужно больше опыта, прежде чем он возьмёт на себя командование армией.
7 августа 1942 года транспортный самолёт с Уильямом Готтом на борту был подбит при возвращении в Каир с места сражения. Самолёт Bristol Bombay из 216-й эскадрильи Королевских ВВС, который пилотировал 19-летний сержант Хью «Джимми» Джеймс, был перехвачен и сбит унтерофицером Берндом Шнайдером и Эмилем Кладе из эскадры истребителей Jagdgeschwader 27. С выключенными обоими двигателями пилот совершил успешную аварийную посадку, но два немецких истребителя Messerschmitt Bf.109 атаковали приземлившийся самолёт, обстреливая его до тех пор, пока Bristol Bombay не был полностью уничтожен. Те, кто не смог выбраться из подбитого самолёта (в том числе Уильям Готт), погибли. Тело Уильяма Готта было похоронено на военном кладбище Эль-Аламейна. На должности командующего 8-й армией его сменил лейтенант-генерал Бернард Монтгомери, которого выбрал Алан Брук. Маршрут Бург-эль-Араб-Гелиополис считался безопасным и не было установлено необходимости в сопровождении для самолёта, но отдельный немецкий истребитель, выбитый из боя на большой высоте, натолкнулся на медленный транспортный самолёт. Позже пришло сообщение, что несколько самолётов Messerschmitt Bf 109 атаковали транспортный самолёт. Немцы ещё до британцев узнали, что Уильям Готт мёртв: лётный экипаж по возвращении на базу встретили словами: «Поздравляем, джентльмены. Вы только что убили генерала Штрафера Готта, нового командующего 8-й армией»! Считается, что немцы взломали код, использованный болтливым американским военно-воздушным атташе в Каире Боннером Феллерсом и перехватили оперативную радиопередачу.

## Характеристика
Крупный мужчина с агрессивным, общительным характером, он пользовался популярностью среди солдат под его командованием. Джон Бирман и Колин Смит говорят, что очень восхищались его личными качествами, но ему не хватало настоящих военных навыков. Он был одним из немногих старших офицеров, которых «хорошо знали и любили рядовые». Однако «холодная оценка его службы в Северной Африке не выявляет ошеломляющей демонстрации тактики или захвата в стиле Эрвина Роммеля, который подчиняет измученных и истощённых людей воле прирождённого лидера». Фельдмаршал Майкл Карвер придерживался аналогичной точки зрения, заявив, что Уильям Готт был единственным человеком, к которому «все, высокие и низкие, обращались за советом, сочувствием, помощью и поддержкой», но он также считал, что он был «слишком хорошим человеком, чтобы быть действительно великим солдатом». Собственное мнение Уильяма Готта, высказанное Алану Бруку, заключалось в том, что он не подходил для выполнения этой задачи, хотя он был достаточно опытным военным, чтобы взяться за неё, если ему прикажут. Сам Уинстон Черчилль, похоже, согласился с тем, что он сделал ошибку, назначив Уильма Готта вместо Бернарда Монтгомери, после того, как увидел, как тот руководил 8-й армией. В 2012 году дочери Уильма Готта передали его медали Королевскому музею.